# 兵庫県立赤穂海浜公園
兵庫県立赤穂海浜公園（ひょうごけんりつあこうかいひんこうえん）は、兵庫県赤穂市にある公園。1987年7月に開園した。

## 概要
赤穂御崎の西にあった塩田跡の一部に造られた面積71.7haの広大な公園で、南はビーチに面している。園内には、ゴーカート・変わり種自転車・ふわふわ・迷路・ボート等の遊戯施設がある遊園地「わくわくランド」、難破船・アスレチック遊具・芝すべりが無料で遊べる「わんぱく広場」、赤穂市立海洋科学館とその付属施設である揚浜式・入浜式・流下式の塩田を復元した「塩の国」、4つ星評価のオートキャンプ場、人工湖である赤湖と白湖、その周囲一面に広がる芝生広場群など、特色ある施設が設置されている。ゴールデンウィークや正月、連休期間などには各種イベントが開催され、兵庫県内および隣接の岡山県を中心に年間50～55万人(平成27～29年)が訪れる。
ヤシの木が立ち並ぶ「太陽のプロムナード」等がインスタ映え・TikTok映えスポットとして注目され、若い女性グループやカップルが訪れ人気スポットとなっている。
1999年3月から園内に「動物ふれあい村」が設置されたが、コロナ禍による臨時休園などで入場者が減少し、2021年11月で閉鎖された。
兵庫県は赤穂海浜公園の魅力向上を目的とした民間ノウハウの積極的な活用のため、2025年度から20年間の管理運営を行う指定管理者候補者を募集、4団体の応募があり、県園芸・公園協会など5者でつくる共同事業体「AKo汐サイドヴィレッジコンソーシアム」を候補者に選定した。自由広場には観覧車などの遊戯施設・海を望むカフェ・ドッグランの新設、わくわくランドは遊戯施設・飲食施設の改修、ボート乗り場はバーベキュー場の新設・飲食施設改修、オートキャンプ場はグランピングの新設・コテージの改修が行われ、季節毎の限定施設やイベントを開催し、一年を通して誘客を図る。

## 赤穂海浜公園の四季
- 1～2月
  - お正月わくわくフェスタ
  - 凧揚げ大会
- 2～3月
  - 赤穂かきリレーマラソン

- 3～4月
  - 兵庫ユニバーサルマラソン
- ゴールデンウィーク
  - 春のわくわくフェスタ
- 5月
  - 赤穂ウルトラマラソン
  - わん博
- 7月
  - ジャパン ショート トライアスロン赤穂大会
- 8月
  - わくわく感謝デー
  - 赤穂トライアスロン大会
- 9〜11月
  - 秋のわくわくフェスタ
  - わん博
- 12月
  - 赤穂義士マラソン

## 施設

### 園内の施設
- 管理棟（ロビー・休憩所）
- テニスガーデン 
  - クラブハウス
  - テニスコート16面 （スタンド770席）
- 青空広場 （2.4ha）
- 太陽のプロムナード
- 風の広場 （風のオブジェ、0.4ha）
- 風のプロムナード
- 赤穂広場 （0.8ha）
- 赤穂砂丘 （1.0ha）
- じゃぶじゃぶ池
- 県民の森
- 白湖 （2.5ha）
- 赤湖 （6.7ha）
- ボート管理棟
  - 喫茶パルコ湖畔店
  - 艇庫（35艇）
- ふれあいロード（幅14m×2,400m）
- 赤穂市立海洋科学館
- 塩の国
  - 塩田（揚浜式1,200m2、入浜式5,100m2、流下式3,400m2）
  - 製塩作業所（釜屋、塩納屋、納屋、休憩棟、水槽）
  - 水尾

### 遊園地わくわくランド（面積4.1ha)
1989年4月29日オープン
ジェットコースター等の絶叫系施設は無く、子どもが安心して遊べる施設が中心となっており、主にファミリーやカップル等が訪れる。また季節毎の土日祝には各種イベントが開催されている。
- ランドトレイン「ユメハッチ号」
- ゴーカート
- ふわふわスイーツ おかしの王国[7](2022年3月12日オープン)
- 変り種自転車
- トランポリン
- ふわふわぴよちゃん(2022年4月1日オープン)
- サイクルモノレール
- おとぎ列車
- わくわくドキドキ迷路
- マイニングアドベンチャー お宝ハンターズ(2022年4月29日オープン)
- チャレンジランド
- 現金遊具(くじら列車・レッツゴーアンパンマン・バッテリーカー・定置式乗物ほか)
- ダイナソーアドベンチャーツアー 大恐竜パーク[8](2023年4月22日オープン)
- ボート乗り場
  - サイクルボート大型
  - サイクルボート小型
  - ローボート
  - カヌー
- サービスセンター売店(ファーストフード、お土産販売ほか)

### わんぱく広場（面積1.2ha）
公園のシンボルとなっている大型木製遊具「難破船」をはじめとした、乳幼児エリアから児童エリアまで幅広い年齢層が遊べる遊具が設置されており、全て無料で遊ぶことができる。2021年4月には乳幼児あそび場の設置、2021年8月には老朽化した従来の遊具を撤去、新たに大型立体遊具「パラダイス島の大冒険」をはじめとした遊具を計10種設置し全面リニューアルした。
- 難破船
- パラダイス島の大冒険
- アスレチック遊具
- 乳幼児あそび場(1～3歳用)
- 芝すべり

### 赤穂海浜公園オートキャンプ場
1997年4月27日オープン
ファミリーサイト40区画、芝生広場に自由にテントを張って楽しむフリーサイト44区画、ウッディな香りが漂うコテージ、シャワールームや売店などがあるセンターハウスなど、規模・設備ともにトップクラスのオートキャンプ場で、日本オートキャンプ協会より四つ星認定を受けている。
- ファミリーサイト
- フリーサイト
- キャンピングカーサイト
- コテージ

## 交通アクセス
- 播州赤穂駅からウエスト神姫で「御崎／亀の井ホテル赤穂」方面「赤穂海浜公園前」下車、徒歩すぐ